# Ruud Cools

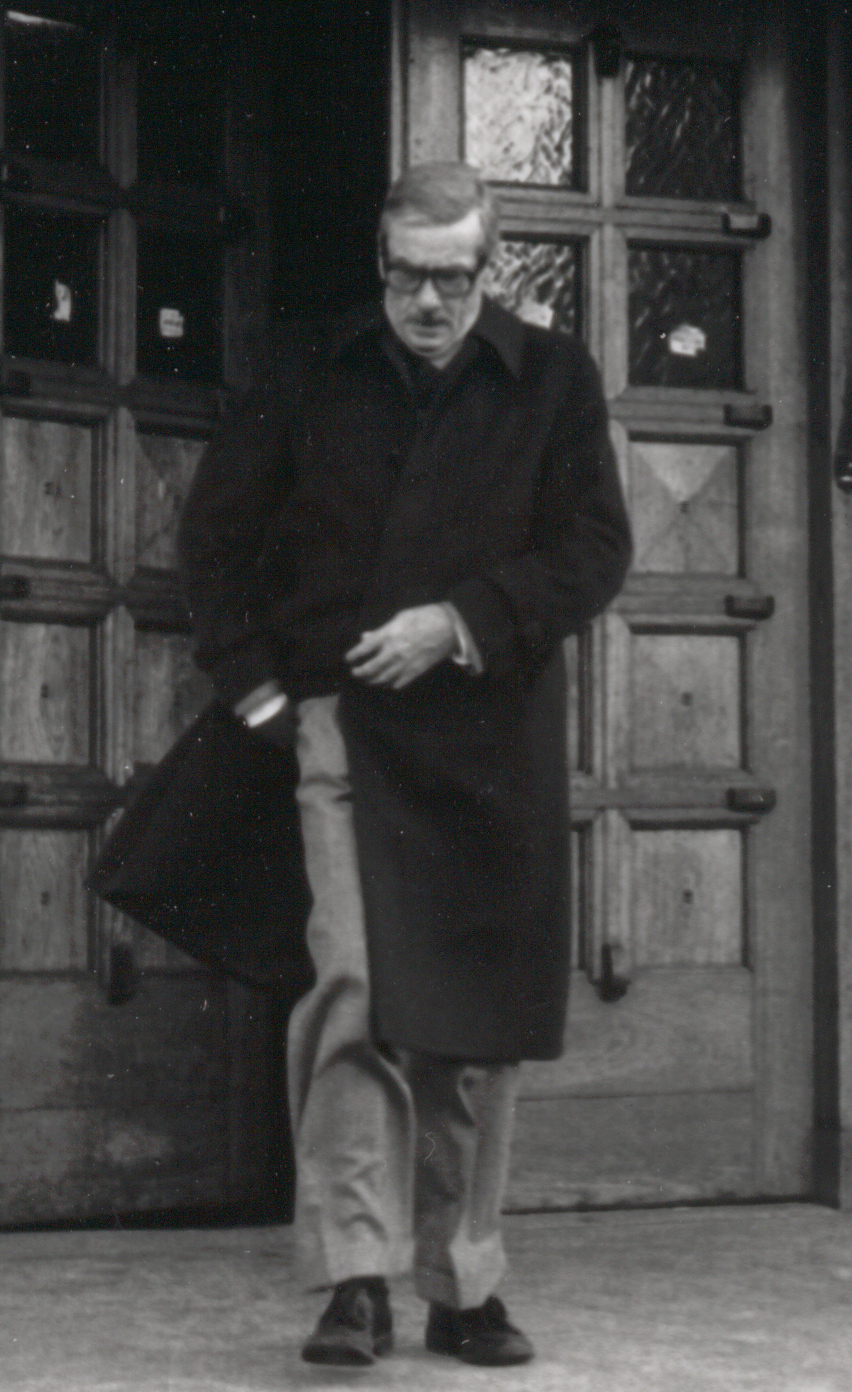
Prof. Cools in 1979 bij het verlaten van de Aula van de Katholieke Universiteit te Nijmegen

Ruud Cools (1908-1987), sociaal geograaf en hoogleraar. Ruud Cools (beter bekend als R.H.A. Cools) studeerde van 1928-1933 sociale geografie in Utrecht bij Louis van Vuuren. In deze perioden was hij tweemaal actief als bestuur van de studievereniging V.U.G.S.. Naast sociale geografie studeerde hij geschiedenis. Na zijn afstuderen werd hij leraar aardrijkskunde en geschiedenis, eerst enkele maanden in Alkmaar en daarna van 1934-1958 in Den Haag aan het St.Aloysiuscollege.
Tijdens zijn leraarschap maakte hij een grondige studie van het geografisch gedachtegoed van Jean Brunhes, een der markantste vertegenwoordigers van de Franse school in de geografie (zie: Ecologische geografie (Frankrijk)). In 1942 promoveerde Cools bij Louis van Vuuren op een proefschrift getiteld De geographische gedachte bij Jean Brunhes. Tijdens de oorlogsjaren werkte Cools aan een geschiedenis van het proces van bedijkingen en landaanwinning in Laag Nederland. In 1948 verscheen zijn Strijd om den grond in het Lage Nederland. In datzelfde jaar werd ook zijn naam genoemd als opvolger van Jan Broek in Utrecht, maar men gaf de voorkeur aan Adriaan de Vooys.
Samen met Adriaan de Vooys richtte hij in 1947 het Geografisch Tijdschrift op. In 1948 verscheen het eerste nummer van dit tijdschrift dat aanvankelijk vooral bedoeld was om leraren aardrijkskunde vakinhoudelijk op de hoogte te houden. Cools was 19 jaar lang redactiesecretaris en daarna nog een periode redactievoorzitter en redactielid tot 1973.
In 1951 werd hij benoemd als docent aan de Katholieke Leergangen te Tilburg om geografie-onderwijs te verzorgen in het kader van de opleiding MO-acte Aardrijkskunde. In 1957 werd hij buitengewoon lector economische geografie aan de Katholieke Economische Hogeschool te Tilburg. Een jaar later werd dit omgezet in een buitengewoon ordinariaat.
In 1958 kreeg de Katholieke Universiteit Nijmegen de studierichting sociale geografie (zie: Sociale geografie Nijmegen 1958 - ± 1970). Cools kreeg als eerste hoogleraar de taak een geheel nieuwe opleiding op te zetten. Het onderwijs was aanvankelijk sterk georiënteerd op de Franse géographie humaine, niet verwonderlijk gezien Cool’s belangstelling voor de Franse school in de geografie. Hij zorgde voor een prima huisvesting voor het Geografisch Instituut en regelde bovendien heel snel een leerstoel planologie, zodat de studenten zich ook in de richting van de toegepaste geografie konden specialiseren.
Een overmaat aan organisatie- en onderwijstaken en een zwakke gezondheid verhinderden dat Cools na zijn oratie in 1959 nog tot wetenschappelijk belangrijke publicaties kwam. Op 1 januari 1975 ging hij met emeritaat

## Publicaties
- De geographische gedachte bij Jean Brunhes, proefschrift Utrecht, 1 mei 1942
- De ontwikkeling der sociale geographie in Nederland, in: Sociaal Geographische Mededeelingen, 2, 1943, pp. 130-153

- Strijd om den grond in het Lage Nederland. Het proces van bedijking, inpoldering en droogmaking sinds de vroegste tijden, Rotterdam, 1948
- Wisselend kennisobject der sociale geografie, Inaugurele rede, Katholieke Universiteit Nijmegen, 17 april 1959

- Digitale Bibliotheek voor de Nederlandse Letteren: cool045
- International Standard Name Identifier: 0000 0003 9818 8672
- Nederlandse Thesaurus van Auteursnamen: 071972765
- Système universitaire de documentation: 158545834
- Virtual International Authority File: 211390249
- WorldCat: E39PBJgCFVBX9QmcV9Ryr6RVG3